# Дзуйхіцу
Дзуйхіцу (яп. 随筆, ずいひつ, «слідом за пензлем») — жанр японської прози, у якому автор у довільній формі записує все, що йому заманеться: власні переживання, досвід, чутки тощо. Часто перекладається як «есе» або «записки».
Термін дзуйхіцу з'явився у 15 столітті, але сам жанр виник у 11 столітті.
Класичними творами цього жанру вважаються:
- «Записки у подушки» Сей Сьонаґон (996 — 1011)
- «Записки з келії» Камо но Тьомея
- «Записки від нудьги» Йосіди Кенко (1330 — 1331)
- «Записки про збирання і спалювання хмизу» Араї Хакусеі